# Enrique Fernández Arbós

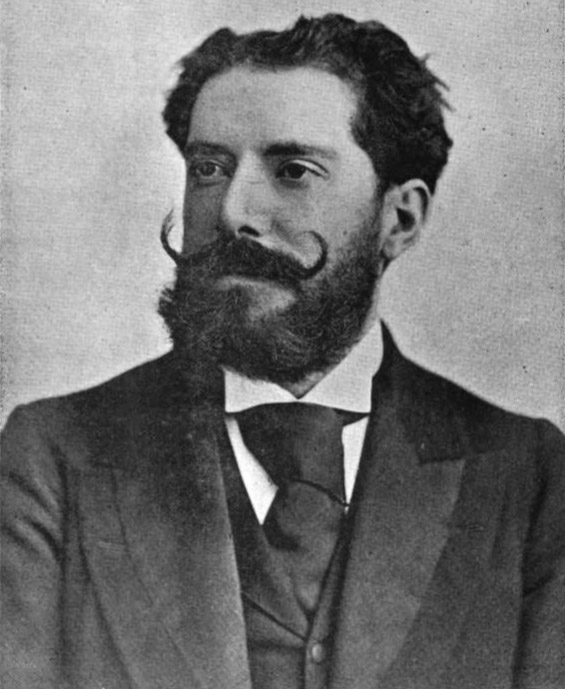
Enrique Fernández Arbós (veröffentlicht 1894 im Magazin The Strad)

Enrique Fernández Arbós (* 24. Dezember 1863 in Madrid; † 2. Juni 1939 in San Sebastián) war ein spanischer Geiger, Dirigent und Komponist.

## Leben und Werk
Arbós studierte Violine zunächst bei Jesús de Monasterio am Madrider Konservatorium, danach bei Henri Vieuxtemps am Brüsseler Konservatorium. 1881 schloss er seine Studien bei Joseph Joachim in Berlin ab. 1882 wurde er Konzertmeister des Berliner Philharmonischen Orchesters und konzertierte sowohl als Solist wie auch in einem Klaviertrio gemeinsam mit Isaac Albéniz und Augustín Rubio. Von 1894 bis 1915 hatte er eine Professur für Violine und Viola am Londoner Royal College of Music inne.
Kurz nach Gründung des Orquesta Sinfónica de Madrid 1904 übernahm Arbós dessen Leitung, die er erst 1936 infolge des Spanischen Bürgerkriegs niederlegte. Zeitweilig wirkte er auch als Gastdirigent bei diversen amerikanischen Orchestern, darunter beim Boston Symphony Orchestra. 1932 leitete er die spanische Erstaufführung von Igor Strawinskis Le sacre du printemps.
Unter den Kompositionen von Enrique Fernández Arbós finden sich unter anderem das Orchesterwerk Noches de Arabia, Lieder, die Zarzuela El centro de la tierra (1895 in Madrid uraufgeführt) und Stücke für Klaviertrio. Außerdem orchestrierte er Teile aus Iberia von Albéniz.